# Blyxa radicans
Blyxa radicans är en dybladsväxtart som beskrevs av Henry Nicholas Ridley. Blyxa radicans ingår i släktet Blyxa och familjen dybladsväxter. Inga underarter finns listade.